# Emerentiavloed of Pontiaansvloed
De Emerentiavloed of Pontiaansvloed was een stormvloed die op 23 januari 1610 grote delen van Nederland trof.
Er staat de dagen ervoor al een behoorlijke noordwesterstorm, en op de 23e is deze op haar hoogtepunt. Het is de zwaarste vloed sinds de Allerheiligenvloed van 1570. Zwaar getroffen gebieden en plaatsen zijn: Waterland ten noorden van Amsterdam met Zaandam en Westzaan, en Medemblik, Enkhuizen, Hoorn, Texel, Wieringen, Dordrecht, Rotterdam, Workum, Hindeloopen, Stavoren.
De Emerentiavloed is genoemd naar de dag (23 januari). Gebruikt men de juliaanse kalender dan wordt hij de Pontiaansvloed (14 januari) genoemd. De stormvloed was het resultaat van vier dagen stormweer uit het noordwesten. De dagen ervoor veroorzaakte dat al hoge vloeden, maar op deze dag beukte de storm extra zwaar op de kusten van Vlaanderen, Holland, Duitsland en Denemarken. De dijken waren al verzwakt door de storm die een jaar daarvoor op 11 en 18 februari 1609 had huisgehouden. En doordat de storm op de dagen ervoor al wat dijken had doen breken, kwamen grote delen van Noord-Holland, Zuid-Holland, Friesland, Groningen, Gelderland, Overijssel, onder water te staan. Het dorp Petten dreigde compleet met duinen en al in zee te spoelen. Bijna twee derde van het eiland Texel verdween onder water. In Medemblik stond het water in de straten en ook in Enkhuizen was het raak. Het water kwam er tot aan de kerk. De gehele kop van Overijssel, het stroomgebied van de rivier de IJssel en de Maas stonden volledig onder water. In Groningen stond het Emderland onder water. De schade door deze vloed was enorm. Veel huizen en schuren spoelden weg, veel vee verdronk.

## Ondergelopen land en plaatsen
- Hoorn
- Medemblik
- Texel
- Wieringen
- Rotterdam
- Dordrecht
- Land van Heusden en Altena
- De Biesbosch
- Petten
- Huisduinen
- Zaandam en Westzaan
- Amsterdam
- De Beemster
- Mastenbroek
- Deventer
- Frankeradeel, Barradeel, Menaldumadeel, Baarderadeel, Hennaarderadeel
- Het Emderland
- Het Groninger Ommeland

838 · 1014 · 1042 · 1134 · 1163 · 1164 · 1170 · 1196 · 1212 · 1214 · 1219 · 1220 · 1221 · 1248/1249 · 1277 · 1280 · 1282 · 1287 · 1288 (I) · 1288 (II) · 1322 · 1334 · 1362 · 1374 · 1375 · 1377 · 1404 · 1421 · 1424 · 1468 · 1477 · 1509 · 1514 · 1530 · 1532 · 1552 · 1566 · 1570 · 1610 · 1643 · 1651 · 1675 · 1682 · 1686 · 1703 · 1717 · 1726 · 1741 · 1775 · 1776 · 1784 · 1799 · 1808 · 1809 · 1820 · 1825 · 1855 · 1861 (I) · 1861 (II) · 1877 · 1906 · 1916 · 1926 · 1953 · 1962 · 1993 · 1995 · 2006 · 2021